# Llevant (Orient Pròxim)
|  | «Xam» redirigeix aquí. Vegeu-ne altres significats a «Pere Quetglas Ferrer». |

El Llevant, conegut també com el Xam —àrab: الشام, ax-Xām, o بلاد الشام, Bilād ax-Xām—, és el nom d'una regió històrica de l'Orient Pròxim. Aquesta regió també es coneix en alguns documents històrics amb el nom de la Gran Síria.
Limita a l'oest amb la mar Mediterrània, a l'est amb Mesopotàmia, al sud amb la península Aràbiga i el mar Roig i al nord amb Anatòlia.
El Llevant inclou, a més del territori de Síria, els estats actuals de Jordània, Israel, el Líban i Palestina. Sovint, en els texts històrics, amb aix-Xam (الشام, ax-Xām) hom es refereix simplement a la ciutat de Damasc, la ciutat històricament més gran i més important de la regió.